# I Think We're Alone Now
I Think We're Alone Now är en låt skriven av Ritchie Cordell som släpptes som singel av popgruppen Tommy James & the Shondells 1967. Låten kom att bli gruppens andra stora singelhit efter genombrottet med "Hanky Panky" 1966. Den nådde fjärdeplatsen på Billboard Hot 100 i mars 1967. Låten handlar om två personer som måste hålla sin kärlek hemlig och gömma sig i intima situationer.
1977 spelades den in av powerpop-gruppen The Rubinoos. Låten blev åter en stor hit 1987 då sångerskan Tiffany spelat in den till sitt debutalbum. Hennes version blev singeletta både i USA och Storbritannien.